# PD-1/PD-L1抑制剂

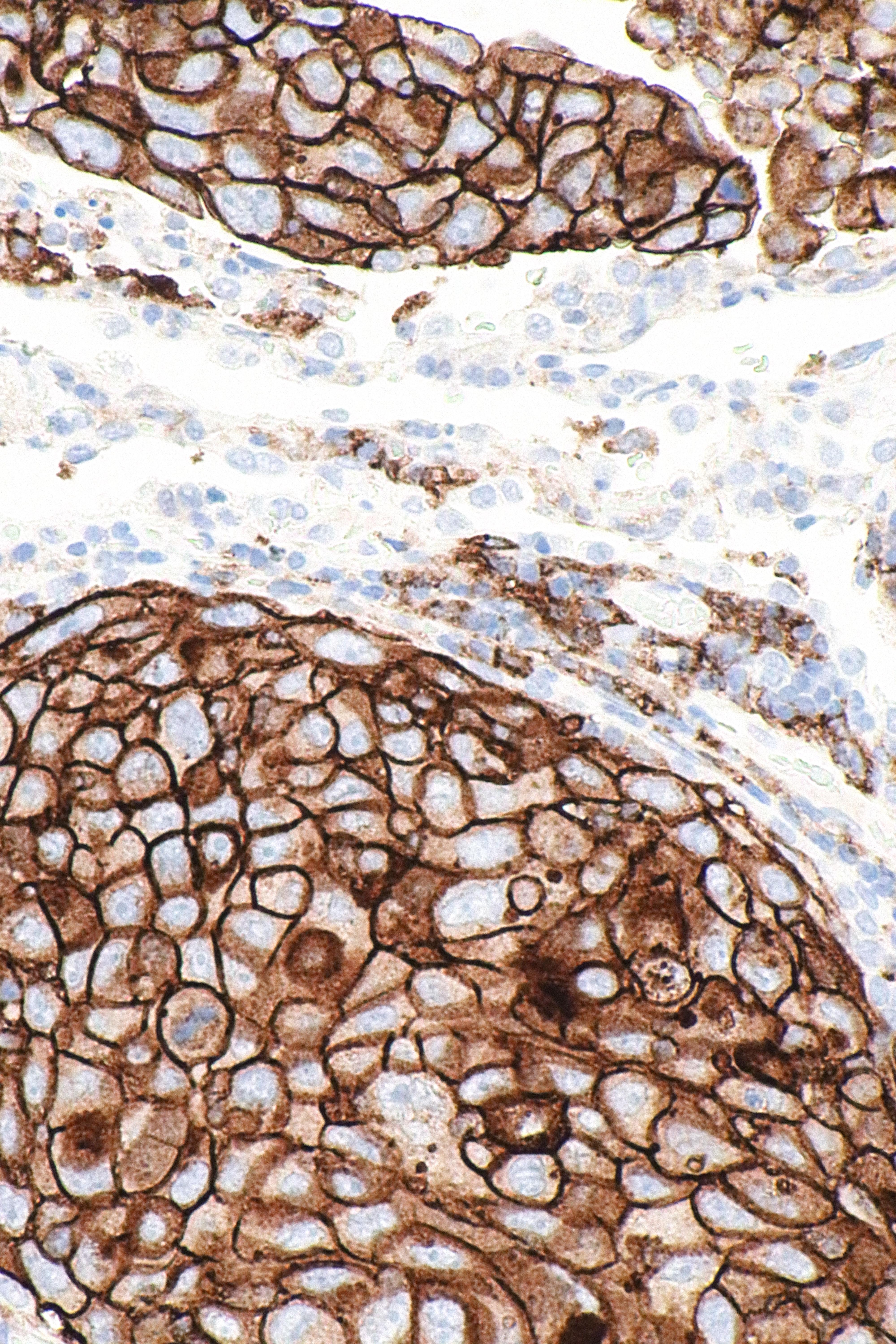
显微成像显示PD-L1阳性肺腺癌 。

PD-1/PD-L1抑制剂是一组用于治疗癌症的免疫检查点抑制剂。PD-1和PD-L1都是存在于细胞表面的蛋白质。此类的免疫检查点抑制剂正在成为几种癌症的一线治疗药物。 
PD-1/PD-L1抑制剂能抑制程序性死亡配体-1（PD-L1）与其受体程序性死亡蛋白-1（PD-1）结合。这些细胞表面蛋白能抑制免疫系统，以限制免疫系统对其附着细胞的杀伤，进而预防自體免疫性疾病 。 这种免疫检查点抑制剂在妊娠期也能使用，也可用于组织器官移植 以及各类癌症 。 
| 名称         | 靶标  | 批准 |
| ------------ | ----- | ---- |
| 纳武利尤单抗 | PD-1  | 2014 |
| 帕博利珠单抗 | PD-1  | 2014 |
| 阿替利珠单抗 | PD-L1 | 2016 |
| 阿维鲁单抗   | PD-L1 | 2017 |
| 度伐利尤单抗 | PD-L1 | 2017 |
| Cemiplimab   | PD-1  | 2018 |

## 历史
通过阻断PD-1和PD-L1来治疗癌症的概念于2001年首次发表， 随后各制药公司开始尝试开发PD-1/PD-L1抑制剂。第一次临床试验于2006年启动，试验药物为纳武利尤单抗 。截至2017年，已有超过20,000名患者进行了500多项涉及PD-1/PD-L1抑制剂的临床试验， 到2017年底，一些PD-1/PD-L1抑制剂已被FDA批准用于治疗九种癌症。 

## 临床应用
在癌症患者体中， 肿瘤细胞上的PD-L1与T细胞上的PD-1之间的相互作用降低了T细胞功能信号，从而阻止免疫系统攻击肿瘤细胞。 阻断PD-L1与PD-1之间的信号通路可以防止肿瘤细胞以这种方式逃避免疫系统， PD-1和PD-L1抑制剂能阻断该信号通路。临床应用的几种PD-1/PD-L1抑制剂用于晚期黑色素瘤，非小细胞肺癌，肾细胞癌，膀胱癌和霍奇金淋巴瘤以及其他癌症的免疫治疗。
临床研究表明，使用PD-1/PD-L1抑制剂的肿瘤免疫疗法在多型肿瘤中能使患者的肿瘤缩小，并且与其他肿瘤免疫疗法相比具有更低的毒性水平，具有持久的治疗效果。 然而，在部分病例中仍然出现了肿瘤细胞无应答和获得性耐药。尽管如此，PD-1/PD-L1抑制剂被认为是未来治疗多种癌症的最有希望的药物之一。  
并非所有患者都对PD-1/PD-L1抑制剂有反应。FDA已经批准了几种测定肿瘤细胞表达PD-L1水平的临床检测方法，以预测肿瘤细胞对抑制剂的敏感性。
PD-1/PD-L1抑制剂与CTLA4抑制剂如伊匹单抗（Ipilimumab）密切相关。 PD-1和CTLA-4均在活化的T细胞上表达，但两者表达在免疫应答的不同阶段。 
目前的临床试验正在评估PD-1/PD-L1与与阻断LAG3 、B7-H3、KIR、OX40、PARP、CD27和ICOS等信号通路的其他分子靶向药物的组合疗效。 

## 药物

### PD-1抑制剂
- 帕博利珠单抗（项目代号为MK-3475，商品名Keytruda可瑞达）由默沙东开发，并于2014年首次获得FDA批准用于治疗黑色素瘤 。后来被NMPA批准用于转移性非小细胞肺癌和头颈部鳞状细胞癌。临床结果显示，肿瘤中具有较高非同义突变负荷的患者对治疗反应更好，他们的客观反应率和无进展生存率均显示高于非同义突变负荷低的患者。 [11]
- 纳武利尤单抗（商品名Opdivo欧狄沃）由百时美施贵宝开发，并于2014年首次获得FDA批准用于治疗黑色素瘤。它后来被NMPA批准用于肺部鳞状细胞癌、肾细胞癌和霍奇金淋巴瘤 。
- Cemiplimab（Libtayo）由再生元制药开发，并于2018年首次获得FDA批准用于治疗皮肤鳞状细胞癌（CSCC）或局部晚期CSCC，这些患者不适合治愈性手术或治疗性放射治疗。
- 卡瑞利珠单抗（研发代号SHR1210，商品名艾瑞卡）是由江苏恒瑞医药开发的抗PD-1单克隆抗体，在中国获得NMPA批准用于治疗复发或难治性经典霍奇金淋巴瘤。 [12]
- 信迪利单抗（研发代号IBI308，商品名达泊舒）是一种由苏州信达制药开发，礼来生产销售的人源抗PD-1抗体，2018年被NMPA批准上市，适应症为复发或进展霍奇金淋巴瘤。目前正在针对非小细胞肺癌（ NSCLC ）的适应症进行Ⅲ期临床试验。[13]
- 特瑞普利单抗（英语：Toripalimab）（研发代号JS 001，商品名拓益）由上海君实生物医药开发，是一种针对PD-1的人源化IgG4单克隆抗体，2018年被NMPA批准上市，目前正在进行其他适应症的临床研究[14]
- 替雷利珠单抗（英语：Tislelizumab）（研发代号BGB-A317，商品名百泽安）是由北京百济神州开发的一种人源化IgG4抗PD-1单克隆抗体，设计旨在最大限度地减少与巨噬细胞中的Fcγ受体结合，帮助人体免疫细胞识别并杀伤肿瘤细胞。2019年12月替雷利珠单抗正式被NMPA批准上市，获批适应症是复发/难治性经典型霍奇金淋巴瘤（r/r cHL）[15]。截至2024年10月，替雷利珠单抗在中国已获批14项适应症。[16]2024年11月和12月，替雷利珠单抗分别在欧盟和美国获批用于胃或胃食管结合部癌的治疗。[17][18]

截至2017年，有多种PD-1抑制剂正在开发中。 Spartalizumab（研发代号PDR001）是一种PD-1抑制剂，由诺华开发，用于治疗实体瘤和淋巴瘤，自2018年进入III期临床试验；AMP-224和AMP-514，由葛兰素史克研发。

### PD-L1抑制剂
- 阿替利珠单抗（Tecentriq）是由罗氏基因泰克开发的完全人源化IgG1（免疫球蛋白1）抗体。 2016年，FDA批准该药用于尿路上皮癌和非小细胞肺癌。2019年，FDA批准使用於三陰性乳癌，為全球三陰性乳癌第一個免疫療法藥物。
- 阿维鲁单抗（Bavencio）是一种由默克雪兰诺和辉瑞开发的完全人源化IgG1单克隆抗体。 该药已获FDA批准用于治疗转移性merkel细胞癌 ，同时它未能通过胃癌III期临床试验。 [22]
- 度伐利尤单抗（Imfinzi）是一种由阿斯利康开发的完全人源化IgG1单克隆抗体。 Durvalumab经FDA批准用于治疗化放疗后尿路上皮癌和不可切除的非小细胞肺癌 。 [23]

目前有多种PD-L1抑制剂处于开发的实验阶段。KN035是由北京思路迪医药和江苏康宁杰瑞生物制药共同开发的目前唯一一种皮下给药的PD-L1抗体，目前正在美国，中国和日本进行Ⅱ期临床；CK-301由美国Checkpoint Therapeutics开发；AUNP12是一种29个单元的多肽，由Aurigene和法国Pierre Fabre联合开发，是第一种胃肠道给药的PD-1/PD-L1抑制剂，正在进行临床试验；CA-170由Aurigene和Curis联合开发，能拮抗PD-L1和VISTA，体外实验表明该药是有效的小分子抑制剂。该化合物目前正处于对间皮瘤患者的I期临床试验中；BMS-986189是由百时美施贵宝开发的大环肽，该药正在进行Ⅰ期临床研究。 

## 不良副作用
免疫疗法一般來說有脱靶效应和毒性。作为一种具有免疫增强效应的药物，PD-1/PD-L1抑制剂可能会引起一些自體免疫性疾病，包括间质性肺炎、克隆氏病、皮肤过敏反应、血小板和白细胞水平降低、脑部或脊髓炎症心肌炎和心功能不全、急性肾上腺皮质功能不全和肾炎 等，其中神经肌肉不良事件包括肌肉发炎、格林-巴利综合征、重症肌无力等。 这些不良反应与免疫系统增强有关，但详细机制尚未完全阐明
临床数据表明，与标准化疗药物相比，PD-1/PD-L1抑制剂出现疲劳、周围神经病变、腹泻、骨髓抑制、食欲不振、恶心和便秘的概率较低。 